# Guldbagge 1988
La 23ª edizione del Premio Guldbagge si è svolta a Stoccolma il 1º febbraio 1988.

## Vincitori
Miglior film
- Pelle alla conquista del mondo (Pelle erobreren), regia di Bille August

Miglior regista
- Kjell Grede - Hip hip hurra!

Miglior attrice
- Lene Brøndum - Hip hip hurra!

Miglior attore
- Max von Sydow - Pelle alla conquista del mondo (Pelle erobreren)

Premio Speciale
- Bo Jonsson

Premio Ingmar Bergman
- Inger Pehrsson e Ulf Berggren